# Grady Stiles Jr.
Grady Franklin Stiles Jr. (Pittsburg, Pensilvania, 26 de junio de 1937-Gibsonton, Florida, 29 de noviembre de 1992) fue un estadounidense que actuó como fenómeno de feria debido a su ectrodactilia, una rara malformación en la que los dedos de manos y pies están fusionados en diverso grado dando a la extremidad forma de pinza o garra, exhibiéndose como The Lobster Boy (El Chico Langosta, en inglés).

## Familia
La familia Stiles presentaba una larga historia de ectrodactilia. Grady era la sexta generación afectada en una línea que se había iniciado con el nacimiento de William Stiles en 1805. El padre de Grady actuaba como fenómeno de feria y agregó a su hijo a su acto desde muy pequeño. Grady Stiles Jr. se casó tres veces (dos con la misma mujer) y tuvo cuatro hijos, dos de los cuales, Cathy y Grady III, presentaban también ectrodactilia. Stiles viajaba con los dos exhibiéndose como The Lobster Family. Cuando no viajaban con el carnaval, la familia Stiles vivía en Gibsonton, Florida, donde residían también muchos otros artistas circenses y fenómenos de feria durante la temporada baja invernal.
Stiles era un alcohólico de muy mal carácter que maltrataba a su cónyuge e hijos. Debido a su elevado grado de ectrodactilia, sus piernas estaban poco desarrolladas y no podía caminar. A veces usaba silla de ruedas pero más habitualmente se valía de manos y brazos para desplazarse. Desarrolló así una gran fuerza en la parte superior del cuerpo lo que, combinado con su mal carácter, agresividad y alcoholismo, lo volvieron un sujeto peligroso para los demás.

## Asesinato
En 1978 en Pittsburg, Pensilvania, durante una discusión Grady mató de un tiro al prometido de su hija mayor, que no era de su agrado, la víspera de la boda. Durante el juicio, hizo gala de su altanería y prepotencia y confesó abiertamente haber asesinado al joven. Debido a su condición, no fue enviado a prisión porque ninguna estaba equipada para mantener un recluso así y fue sentenciado a 15 años de libertad condicional.
Su segunda esposa solicitó el divorcio y su hija Donna nunca volvió a dirigirse a él. Grady optó por comportarse y dejar de beber, lo que le ganó el favor de su primera esposa, que volvió con él. Sin embargo, al poco de retomar su unión, Stiles regresó a sus malas costumbres y su familia afirmó que se volvió todavía más abusivo, amenazándoles de muerte sabiendo que, gracias a su condición, saldría impune.
La situación llegó a tal punto que en 1992, Theresa y su hijo de un matrimonio anterior, Harry Glenn Newman Jr., contrataron a otro artista circense, Chris Wyant, de 17 años, para que matara a Stiles por mil quinientos dólares. El 29 de noviembre de 1992 Wyant entró en su casa y disparó en la cabeza a Stiles mientras estaba sentado viendo la televisión.
Wyant fue condenado a 27 años de prisión, Harry Newman a cadena perpetua como autor intelectual y Theresa a 13 años de cárcel por conspiración para cometer asesinato. El hijo de Stiles y Theresa, Grady Stiles III negó esa versión. Según él, sus padres discutieron fuerte y su madre dijo: "Hay que hacer algo". Él la oyó, fue a ver a su vecino Chris Wyant y se lo repitió. El joven disparó y mató a Stiles poco después.